# 秘密盒

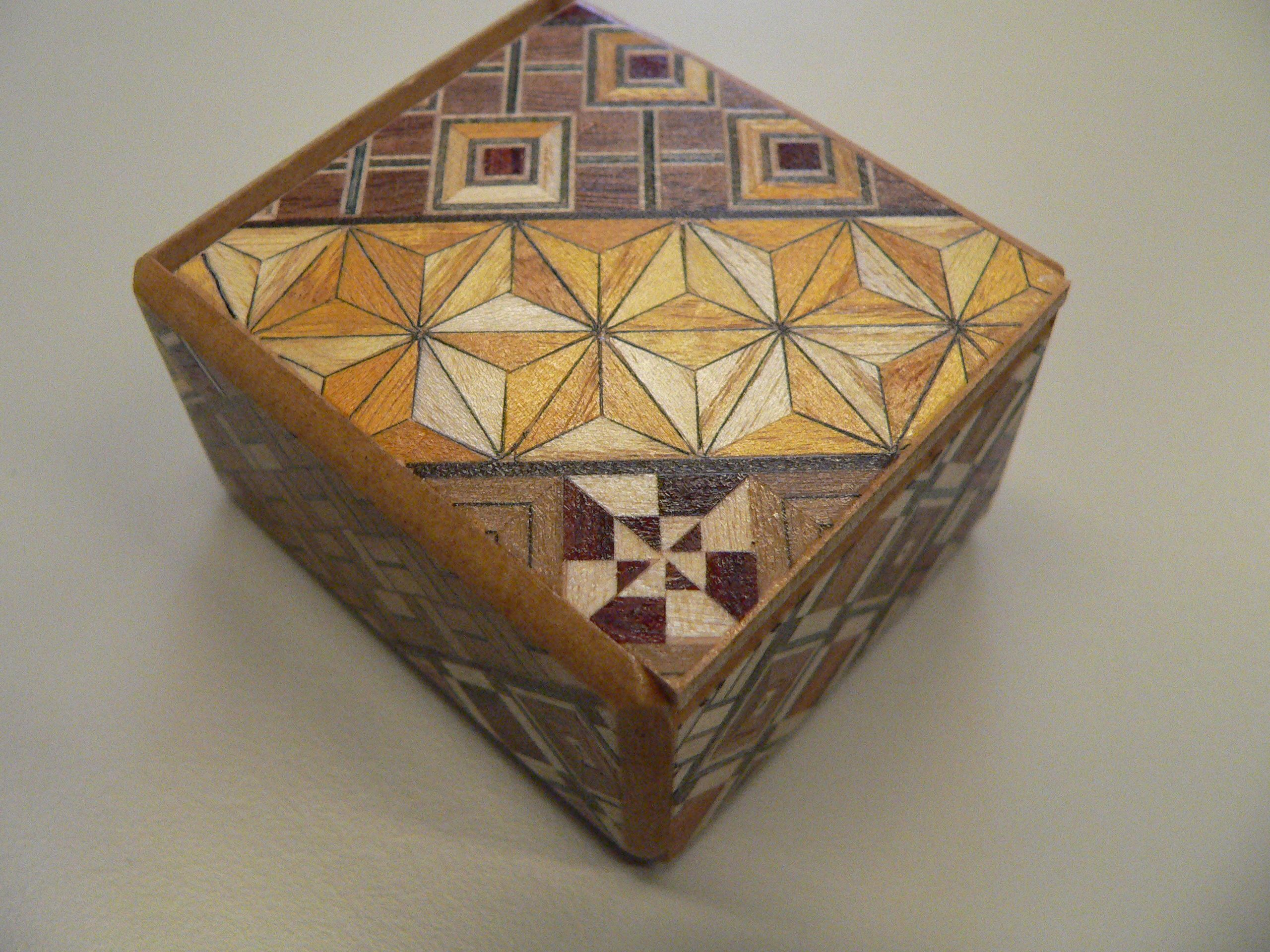
关上的日本秘密盒

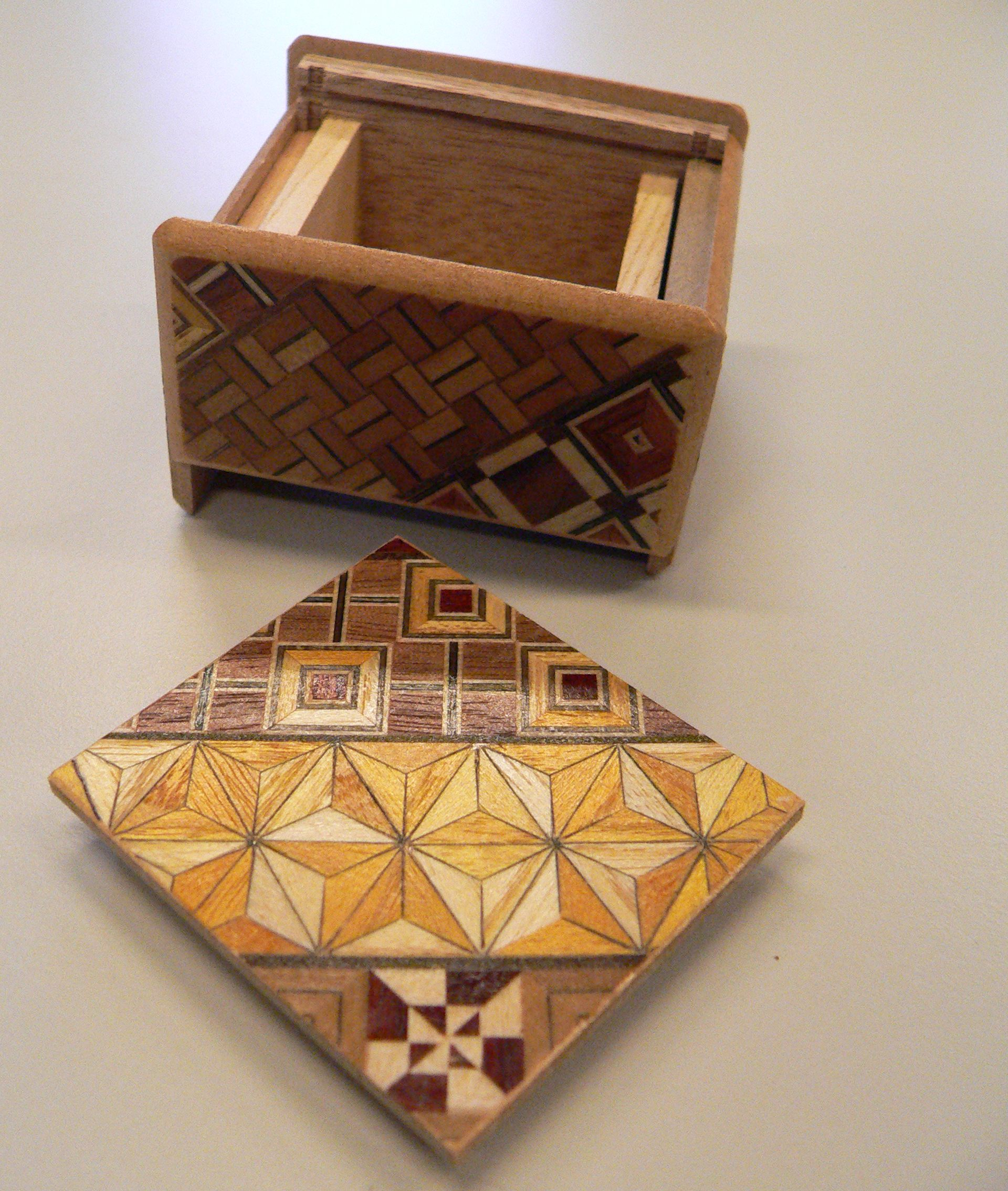
打开后的日本秘密盒

秘密盒，或稱神祕寶盒、機關盒，是一种益智玩具，造型為木盒子，有些只需一步就能打开，有些则需要一定步驟的技巧才能開啟，最早是作為放置寶石等貴重物。歷史可追溯到十八世紀。

## 外部連結
- 日本創作研究会 （页面存档备份，存于）